# Fizzyology
Albums par Termanology
2012
(2012)
Fizzyology est un album collaboratif de Lil Fame et Termanology, sorti le 6 novembre 2012.

## Liste des titres
| No  | Titre                                                                    | Contient un (des) sample(s) de                                                       | Durée |
| --- | ------------------------------------------------------------------------ | ------------------------------------------------------------------------------------ | ----- |
| 1.  | After Midnight (Produit par Fizzy Womack)                                |                                                                                      | 2:41  |
| 2.  | Fizzyology (Produit par The Alchemist)                                   | I Forgot to Be Your Lover des Mad Lads                                               | 2:58  |
| 3.  | Hustler's Ringtone (featuring Bun B – Produit par Fizzy Womack)          | Poisonous Products des Boogie Down Productions                                       | 4:02  |
| 4.  | The Greatest (Produit par Fizzy Womack)                                  |                                                                                      | 3:11  |
| 5.  | From the Streets (featuring Freeway – Produit par Statik Selektah)       | Ante Up (Robbing-Hoodz Theory) de M.O.P.                                             | 3:45  |
| 6.  | Play Dirty (featuring Busta Rhymes et Styles P – Produit par DJ Premier) | Get It on the Floor de DMX featuring Swizz Beatz                                     | 4:08  |
| 7.  | It's Easy (Produit par Fizzy Womack)                                     |                                                                                      | 2:41  |
| 8.  | Too Tough for TV (Produit par Fizzy Womack)                              | Trouble Man de Marvin Gaye Who Shot Ya? de The Notorious B.I.G. featuring Puff Daddy | 2:41  |
| 9.  | Pray for Me (featuring Kira – Produit par Fizzy Womack)                  | Mystery d'Anita Baker                                                                | 3:11  |
| 10. | Not By You (Produit par J-Waxx Garfield)                                 |                                                                                      | 3:33  |
| 11. | Family Ties (Produit par Fizzy Womack)                                   | Baby Baby Don't Cry de Smokey Robinson and The Miracles                              | 3:54  |
| 12. | Endtro (Fame & Glory) (Produit par Fizzy Womack)                         |                                                                                      | 2:05  |
| 13. | Lil Ghetto Boy (featuring Lee Wilson – Produit par Fizzy Womack)         |                                                                                      | 3:59  |
| 14. | Crazy (featuring M.O.P. – Produit par Statik Selektah)                   |                                                                                      | 4:42  |
| 15. | Thuggathon (Produit par Statik Selektah)                                 | Here We Are de Churchill                                                             | 2:27  |